# Casal-palau dels Ducs d'Almenara
Casal-palau dels Ducs d'Almenara és un monument del municipi de Torregrossa (Pla d'Urgell) inclòs en l'Inventari del Patrimoni Arquitectònic de Catalunya.

## Descripció
Casa-Palau residència dels ducs d'Almenara Alta. Magnífic exemplar de casa de camp, amb portalada a sobre la qual hi ha un escut datat el 1771. Planta quasi quadrada. Al llarg de la façana nord hi ha una magnífica galeria.

## Història
Fins fa poc es conservaven dins l'edifici molts quadres i elements decoratius d'estil barroc. Avui la casa resta tancada i no és possible confirmar si aquests elements encara hi són.
El títol ducal d'Almenara Alta, amb grandesa d'Espanya, fou concedit el 1829 a l'il·lustrat noble Antoni de Fiveller-Llasqueri i de Bru, senyor de Margalef i per matrimoni el 1834, comte de Darnius i marquès de Villell.
Formava part del nucli de Margalef, despoblat al segle xiv. Amb l'arribada del canal d'Urgell tot el sector es repoblà novament.
El nucli de Margalef format per cases esparses prop de la carretera de Tarragona a Lleida, a l'encreuament amb la local de Tarragona, és conegut des de final del segle xii i des del XIII formà part de la senyoria de Torregrossa.